# Sân bay Jacmel
Sân bay Jacmel (IATA: JAK, ICAO: MTJA) là một sân bay ở Haiti. Đây là sân bay lớn thứ 6 ở Haiti về số lượng khách. Sân bay này nằm ở thành phố Jacmel, bên bờ biển nam Haiti. Sân bay Jacmel có một đường băng bề mặt nhựa đường.
Sân bay này hiện có một điểm kết nối với Port-au-Prince.

## Các hãng hàng không và các tuyến điểm
- Caribintair (Port-au-Prince)
- Tortug' Air (Port-au-Prince)